# Alpesisí a 2002. évi téli olimpiai játékokon
A 2002. évi téli olimpiai játékokon az alpesisí versenyszámait február 10. és 23. között rendezték.

## Éremtáblázat
(Az egyes számoszlopok legmagasabb értéke, vagy értékei vastagítással kiemelve.)
| A 2002. évi téli olimpiai játékok éremtáblázata alpesisíben | A 2002. évi téli olimpiai játékok éremtáblázata alpesisíben | A 2002. évi téli olimpiai játékok éremtáblázata alpesisíben | A 2002. évi téli olimpiai játékok éremtáblázata alpesisíben | A 2002. évi téli olimpiai játékok éremtáblázata alpesisíben | Olimpia  |
| ----------------------------------------------------------- | ----------------------------------------------------------- | ----------------------------------------------------------- | ----------------------------------------------------------- | ----------------------------------------------------------- | -------- |
|                                                             | Ország                                                      | Arany                                                       | Ezüst                                                       | Bronz                                                       | Összesen |
| 1.                                                          | Horvátország (CRO)                                          | 3                                                           | 1                                                           | 0                                                           | 4        |
| 2.                                                          | Ausztria (AUT)                                              | 2                                                           | 2                                                           | 5                                                           | 9        |
| 3.                                                          | Franciaország (FRA)                                         | 2                                                           | 2                                                           | 0                                                           | 4        |
| 4.                                                          | Norvégia (NOR)                                              | 2                                                           | 1                                                           | 1                                                           | 4        |
| 5.                                                          | Olaszország (ITA)                                           | 1                                                           | 1                                                           | 1                                                           | 3        |
|                                                             |                                                             |                                                             |                                                             |                                                             |          |
| 6.                                                          | Egyesült Államok (USA)                                      | 0                                                           | 2                                                           | 0                                                           | 2        |
| 7.                                                          | Svédország (SWE)                                            | 0                                                           | 1                                                           | 1                                                           | 2        |
|                                                             |                                                             |                                                             |                                                             |                                                             |          |
| 8.                                                          | Svájc (SUI)                                                 | 0                                                           | 0                                                           | 1                                                           | 1        |
| 8.                                                          | Németország (GER)                                           | 0                                                           | 0                                                           | 1                                                           | 1        |
|                                                             |                                                             |                                                             |                                                             |                                                             |          |
| Összesen                                                    | Összesen                                                    | 10                                                          | 10                                                          | 10                                                          | 30       |

## Érmesek

### Férfi
| A 2002. évi téli olimpiai játékok érmesei férfi alpesisíben |                                         |         |                                       |         |                                     |         |
| Versenyszám                                                 | Arany                                   | Arany   | Ezüst                                 | Ezüst   | Bronz                               | Bronz   |
| Összetett                                                   | Kjetil André Aamodt · Norvégia (NOR)    | 3:17,56 | Bode Miller · Egyesült Államok (USA)  | 3:17,84 | Benjamin Raich · Ausztria (AUT)     | 3:18,26 |
| Lesiklás                                                    | Fritz Strobl · Ausztria (AUT)           | 1:39,13 | Lasse Kjus · Norvégia (NOR)           | 1:39,35 | Stephan Eberharter · Ausztria (AUT) | 1:39,41 |
| Műlesiklás                                                  | Jean-Pierre Vidal · Franciaország (FRA) | 1:41,06 | Sébastien Amiez · Franciaország (FRA) | 1:41,82 | Benjamin Raich · Ausztria (AUT)     | 1:42,41 |
| Óriás-műlesiklás                                            | Stephan Eberharter · Ausztria (AUT)     | 2:23,28 | Bode Miller · Egyesült Államok (USA)  | 2:24,16 | Lasse Kjus · Norvégia (NOR)         | 2:24,32 |
| Szuperóriás-műlesiklás                                      | Kjetil André Aamodt · Norvégia (NOR)    | 1:21,58 | Stephan Eberharter · Ausztria (AUT)   | 1:21,68 | Andreas Schifferer · Ausztria (AUT) | 1:21,83 |

### Női
| A 2002. évi téli olimpiai játékok érmesei női alpesisíben |                                        |         |                                       |         |                                       |         |
| Versenyszám                                               | Arany                                  | Arany   | Ezüst                                 | Ezüst   | Bronz                                 | Bronz   |
| Összetett                                                 | Janica Kostelić · Horvátország (CRO)   | 2:43,28 | Renate Götschl · Ausztria (AUT)       | 2:44,77 | Martina Ertl-Renz · Németország (GER) | 2:45,16 |
| Lesiklás                                                  | Carole Montillet · Franciaország (FRA) | 1:39,56 | Isolde Kostner · Olaszország (ITA)    | 1:40,01 | Renate Götschl · Ausztria (AUT)       | 1:40,39 |
| Műlesiklás                                                | Janica Kostelić · Horvátország (CRO)   | 1:46,10 | Laure Pequegnot · Franciaország (FRA) | 1:46,17 | Anja Pärson · Svédország (SWE)        | 1:47,09 |
| Óriás-műlesiklás                                          | Janica Kostelić · Horvátország (CRO)   | 2:30,01 | Anja Pärson · Svédország (SWE)        | 2:31,33 | Sonja Nef · Svájc (SUI)               | 2:31,67 |
| Szuperóriás-műlesiklás                                    | Daniela Ceccarelli · Olaszország (ITA) | 1:13,59 | Janica Kostelić · Horvátország (CRO)  | 1:13,64 | Karen Putzer · Olaszország (ITA)      | 1:13,86 |